# Adrian Moldovan
Adrian Sabin Moldovan (sinh ngày 16 tháng 3 năm 1999) là một cầu thủ bóng đá người România thi đấu ở vị trí tiền đạo cho Academica Clinceni, theo dạng cho mượn từ CSM Politehnica Iași.